# Pseudoselinum angolense
Pseudoselinum angolense là một loài thực vật có hoa trong họ Hoa tán. Loài này được (C.Norman) C.Norman miêu tả khoa học đầu tiên năm 1929.